# ويليام إدغار
ويليام إدغار (بالإنجليزية: William Edgar)‏ هو سياسي أسترالي، ولد في 21 يناير 1858، وتوفي في 6 يونيو 1948. انتخب عضو المجلس التشريعي الفيكتوري.